# Молотков, Сергей Николаевич
Сергей Николаевич Молотков (род. 1956) — математик, доктор физико-математических наук, профессор кафедры суперкомпьютеров и квантовой информатики факультета ВМК МГУ, профессор кафедры квантовых технологий Института общей физики РАН, ведущий научный сотрудник центра квантовых технологий физического факультета МГУ.

## Биография
Родился 15 апреля 1956 года в городе Кинешма Ивановской области. Окончил (1973) среднюю школу № 109 в городе Златоуст-36 (ныне город Трёхгорный) Челябинской области. Учился в Московском институте электронной техники на физико-технический факультете (1973—1979), который окончил с отличием. Обучался в аспирантуре ФИАН (1979–1982).
Кандидат физико-математических наук (1982), тема диссертации: «Влияние диэлектрических корреляций на сверхпроводящие и магнитные свойства вырожденных полупроводников и полуметаллов». Доктор физико-математических наук (1992), тема диссертации: «Теория атомной, электронной структуры и туннельная микроскопия поверхности».
В течение ряда лет отмечается стипендией Президента РФ «Выдающиеся учёные РФ».
Член-корреспондент Академии криптографии Российской Федерации (2005).
Является членом редколлегии международных журналов «Квантовые компьютеры и квантовые вычисления», «Physics of Low Dimensional Structures». В последние четыре года является руководителем федеральной целевой программы Минпромнауки «Поверхностные атомные структуры».
C 1982 года работает в Институте физики твёрдого тела РАН: научный сотрудник (1983–1988), старший научный сотрудник (1988–1992), ведущий научный сотрудник (с 1992). С 2000 года является заведующим лабораторией спектроскопии поверхности полупроводников ИФТТ РАН.
В Московском университете Молотков работает с 2001 г. по совместительству в должности профессора кафедры квантовой информатики факультета вычислительной математики и кибернетики.

## Научные интересы
Научные интересы Молоткова в период до 1996 года были связаны с теорией сверхпроводимости, теорией сильнокоррелированных электронных систем, физикой поверхности, спин-поляризованной туннельной микроскопией, неравновесными фазовыми переходами. В последующие годы научная тематика Молоткова связана с квантовой теорией информации, квантовой криптографией и квантовыми вычислениями. Среди наиболее важных результатов следует отметить предложенные им различные варианты релятивистских криптографических систем для обмена информацией, строгое доказательство их безусловной секретности и предложения по их экспериментальной реализации, например, с использованием эффекта остановки света. Одним из существенных достижений является доказательство возможности секретного распространения ключа на ортогональных однофотонных состояниях.

## Преподавание
На факультете ВМК Молотков читает курс лекций «Квантовая теория информации».

## Из библиографии
Опубликовал более 150 научных работ в ведущих научных журналах. Среди наиболее важных публикаций: 
- Об интегрировании квантовых систем засекреченной связи (квантовой криптографии) в оптоволоконные телекоммуникационные системы // Письма в ЖЭТФ, 2004, 79, 691;
- Мультиплексная квантовая криптографии с временным кодированием без интерферометров // Письма в ЖЭТФ, 2004, 79, 554;
- О кодировании квантового источника состояний с конечной частотной полосой: квантовый аналог теоремы Котельникова об отсчётах // Письма в ЖЭТФ, 2003, 78, 1087;
- Многофотонная квантовая криптография для свободного пространства: о передаче секретных ключей на спутники // ЖЭТФ, 2004, 126, № 4(10);
- Новый подход к безусловной секретности в релятивистской квантовой криптографии // ЖЭТФ, 2003, 124, 1172–1196;
- Квантовое распределение ключей в однофотонном режиме с неортогональными состояниями внутри базиса // Письма в ЖЭТФ, 2009, 89, 432 (соавт. Кронберг Д.А.);
- О стойкости квантового распределения ключей с фазово-временным кодированием при больших длинах линии связи // Письма в ЖЭТФ, 2008, 88, 315;
- О предельных возможностях квантового распределения ключей с контролем статистики неоднофотонного источника // Письма в ЖЭТФ, 2008, 87, 674;
- О стойкости практической квантовой криптографии (протокол распределения ключей BB84) // ЖЭТФ, 2008, 134, 39;
- О криптографической стойкости системы квантовой криптографии с фазово-временным кодированием // ЖЭТФ, 2008, 133, 5.